# Oligotrophus
Oligotrophus is een muggengeslacht uit de familie van de galmuggen (Cecidomyiidae).

## Soorten
- O. betheli Felt, 1912
- O. juniperi (Felt, 1918)
- O. juniperinus (Linnaeus, 1758) – rode jeneverbesgalmug
- O. panteli Kieffer, 1898
- O. pattersoni White, 1950
- O. schmidti Rübsaamen, 1914